# Wilnyj Step
Wilnyj Step (ukr. Вільний Степ) – wieś na Ukrainie, w obwodzie połtawskim, w rejonie połtawskim, w hromadzie Drabyniwka. W 2001 liczyła 187 mieszkańców, spośród których 182 wskazało jako ojczysty język ukraiński, a 5 rosyjski.